# كليمنت ويلينغتون
كليمنت ويلينغتون (17 أغسطس 1880 في أستراليا - 26 يوليو 1956) (بالإنجليزية: Clement Wellington)‏ هو لاعب كريكت أسترالي.

## وصلات خارجية
- كليمنت ويلينغتون على موقع إي آس بي آن كريك إنفو (الإنجليزية)